# جادوزهي بوهير
جادوزهي بوهير (بالفارسية: جادوزهی بوهیر) هي قرية تقع في منطقة بولان في إيران. يقدر عدد سكانها بـ 131 نسمة بحسب إحصاء 2016.